# Берестейщина
Бересте́йская земля́ — историческая область в среднем течении Западного Буга и Нарева на Полесье.
Некогда принадлежала к территории расселения восточно-славянского племени дулебов.  С X века волость в составе Древнерусского государства и Киевского княжества; примерно с 1170 года — удел в составе Волынского княжества.
Берестейщина располагалась на значимых торговых путях. Главные города: Берестье (современный Брест), Дорогичин (не путать с Дрогичином), Мельник, Бельск, Кобрин, Каменец.

## История
В 1102 году в Берестье пытался утвердиться Ярослав Ярополкович, но умер в киевской тюрьме у своего двоюродного брата. По версии Назаренко А., от Ярослава произошли городенские князья.
После возникновения удельного, а затем и самостоятельного (1154) Волынского княжества Берестье продолжало быть киевской волостью. В нём эпизодически княжили второстепенные князья, наделяемые землёй своими старшими родственниками (Святополк Мстиславич, Владимир Андреевич).
Первое упоминание Берестья как владения волынских Изяславичей связано со смертью младшего брата Романа в 1170 году (в летописной датировке 6681 год от сотворения мира), по разным версиям Святослава (Войтович Л. по Татищеву В. Н.) или Владимира (Пресняков А. Е.). После этого Берестье остаётся во владении потомков Мстислава Изяславича.
Польские князья Казимир II в 1179 и 1182 годах, Конрад Мазовецкий и Лешек Белый в 1210 году временно захватывали побужские земли и Берестье. Дорогиченскую волость захватили рыцари Добжинского ордена, в 1237 году они были разбиты и изгнаны волынским князем Даниилом Романовичем.
Во время монгольского нашествия в начале 1241 года сильно пострадала южная часть Берестейско-Дорогичинских земель.
После смерти бездетного Владимира Васильковича (1288), завещавшего всю Волынь Мстиславу Даниловичу луцкому, галицкий княжич Юрий Львович ненадолго занял Берестье, но вынужден был его покинуть.
В 1316 году Берестейская земля предположительно была захвачена Литвой, но эти сведения основаны на поздних источниках XVI века, а хронисты XIV века ничего не пишут об этом. Первое упоминание о захвате Кейстутом Брестской земли можно отнести к 1350—1352 годах. Считалась частью удела великого князя Кейстута и его потомков (кроме Кобринской волости, отошедшей к потомкам Ольгерда). В 1349 году на некоторое время Берестье захватил польский король Казимир III. В 1382 году князь Януш Мазовецкий, использовав борьбу между литовскими князьями Ягайло и Кейстутом, совершил поход на Берестейскую землю, захватил Дорогичин и Мельник, осадил Берестье, но взять город не смог, после чего отступил в свои владения.
С 1413 года Берестейщина в составе Трокского воеводства, в 1520 году преобразована в Подляшское воеводство. В 1566 году из состава Подляшского воеводства было выделено Берестейское воеводство, что связано с подготовкой Люблинской унии и переходом после её заключения Подляшья в состав Короны Королевства Польского. В Берестейское воеводство вошла и часть турово-пинского Полесья.
Население Берестейщины участвовало в казацких восстаниях и войнах 1648—1676 годов. В 1657 году пинская шляхта провозгласила своё вхождение со всем уездом в гетманскую державу, был создан Пинско-Туровский полк.
После третьего раздела Речи Посполитой Берестейщина вошла в состав Российской империи. В 1920—1939 годах — в составе Полесского воеводства II Речи Посполитой. С 1939 года в составе Белорусской ССР.
Украинские авторы полагают, что автохтонное население Берестейщины является частью украинского этнического массива и разговаривает на западно-полесском диалекте украинского языка.